# Ліщу
Ліщу або Лісчу (фр. Liscu корс. Liscu) — річка Корсики (Франція). Довжина 10,7 км, витік знаходиться на висоті 290 метрів над рівнем моря на схилах пагорба-гори Бокка ді Веццу (Bocca di Vezzu) (311 м). Впадає в Середземне море, а саме в його частину Лігурійське море.
Протікає через комуни: Сан-Гавіно-ді-Тенда, Санто-П'єтро-ді-Тенда і тече територією департаменту Верхня Корсика та кантоном: Аут-Неббйо (Haut-Nebbio)